# Parc Nobel
Le parc Nobel (en suédois : Nobelparken) est un parc public du quartier de Östermalm à Stockholm en Suède. 

## Description
Le parc Nobel fait partie du parc national urbain royal.
À l'est du parc se connecte le quartier résidentiel Diplomatstaden. 
Dans le parc, il y avait plusieurs projets de construction monumentales qui n'ont jamais été achevés. 
Le Parc Nobel a reçu son nom actuel en 1912.
Le parc Nobel est délimité à l'ouest par Strandvägen, au nord par Dag Hammarskjölds väg, au sud par Djurgårdsbrunnsviken et à l'est le parc continue comme une bande étroite après Diplomatstaden jusqu'à Dag Hammarskjölds väg.

## Arboretum
L'ensemble du parc est intéressant pour ses nombreuses espèces d'arbres qui remontent à l'époque où le site était un arboretum, c'est-à-dire un site d'étude des arbres. Dans le parc se trouvent par exemple des hêtres, des chênes, des érables et des frênes. Certains arbres sont des ajouts ultérieurs, par exemple le marronnier d'Inde qui a été planté en 2012 en mémoire de Raoul Wallenberg. Les nombreux arbres et arbustes du parc sont d'une grande importance pour la diversité biologique de la région,.

## Bâtiments et sculptures
Depuis 2011, l'ambassade d'Israël est installée dans le parc et c'est pourquoi certains dispositifs de sécurité sous forme de clôtures, de murets en pierre et de bornes ont été ajoutés dans le parc et le long de la promenade.
Dans la partie orientale du parc, face à Nobelgatan, la Villa Åkerlund a été construite en 1931-32 pour l'éditeur de livres Erik Åkerlund. La villa a été conçue par l'architecte Knut Perno. Aujourd'hui, le bâtiment est utilisé par l'ambassade américaine à Stockholm comme résidence de son ambassadeur.
Sur la promenade se trouve une petite sculpture en bronze, un garçon vêtu d'un gilet de sauvetage, avec un voilier à la main regarde sur l'eau, il s'agit de l'œuvre de David Wretling Le Premier Bateau, érigée en 1982. Plus à l'est, à la hauteur du Kruthusplan, se trouve la sculpture en bronze Diane d'Anet, créée à l'origine au milieu du XVIème siècle par l'artiste français Jean Goujon. Une réplique a été érigée en 1964 à son emplacement actuel.

## Galerie

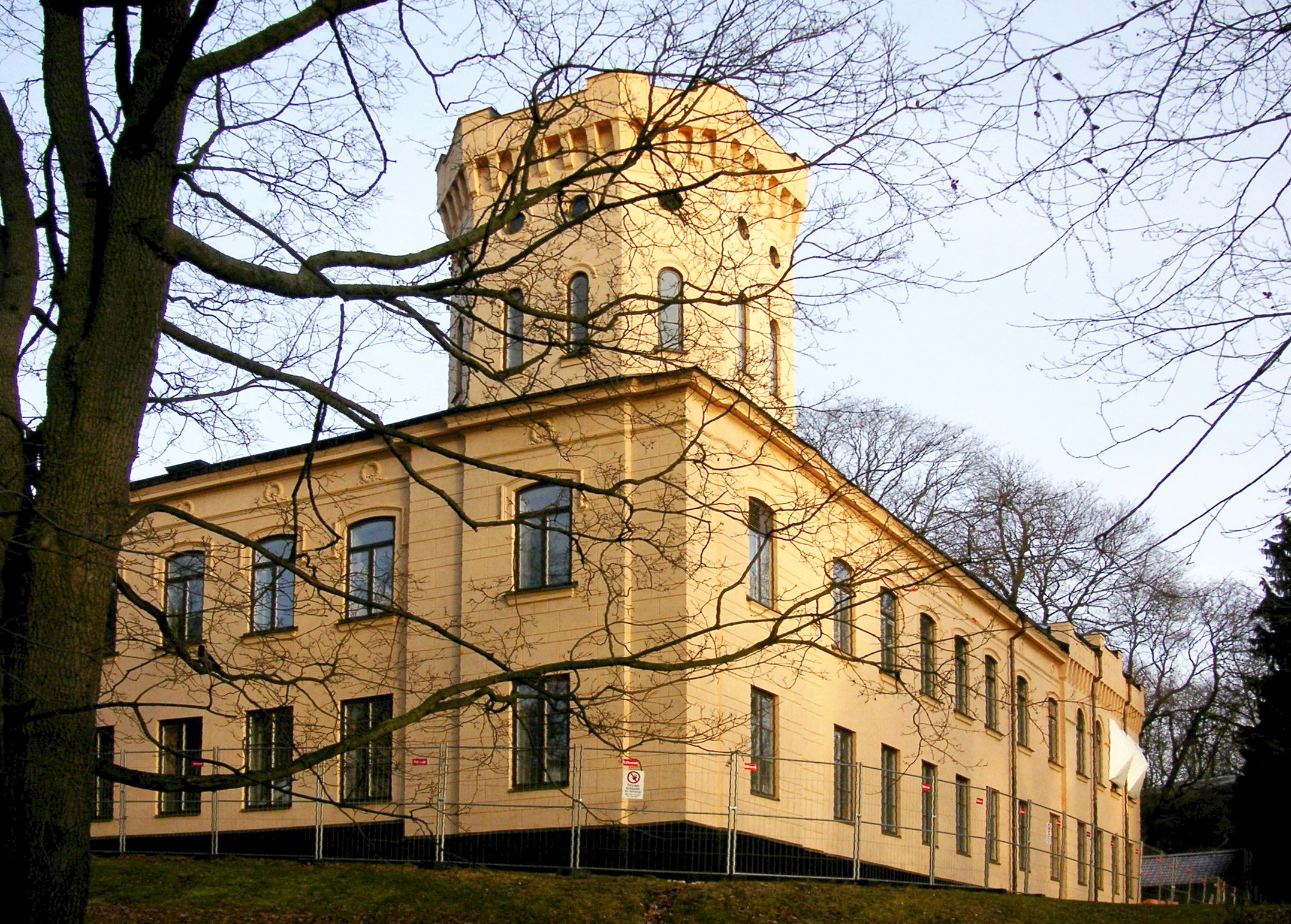
Ancien bâtiment de l'Institut forestier
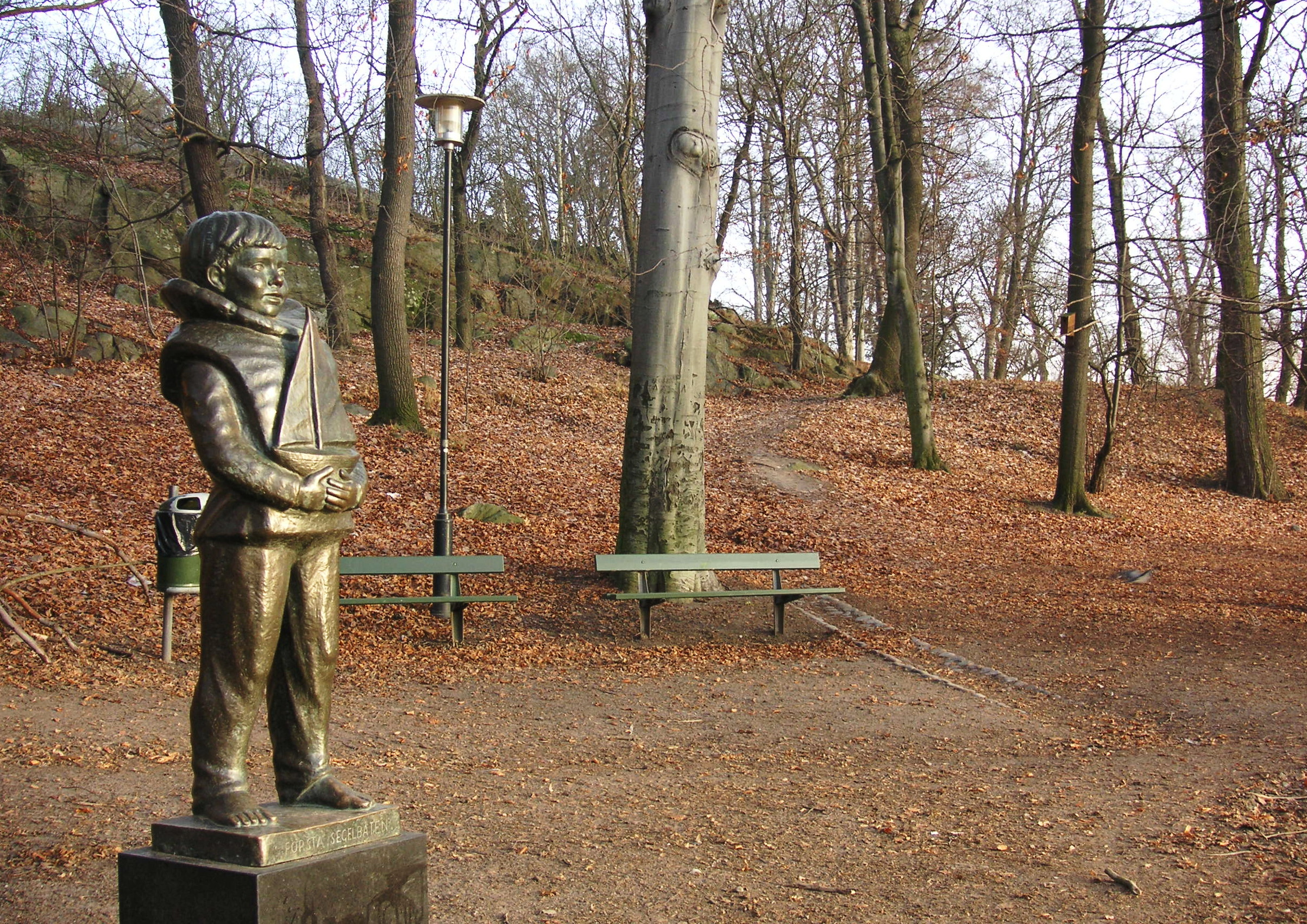
Den första båten de David Wretling
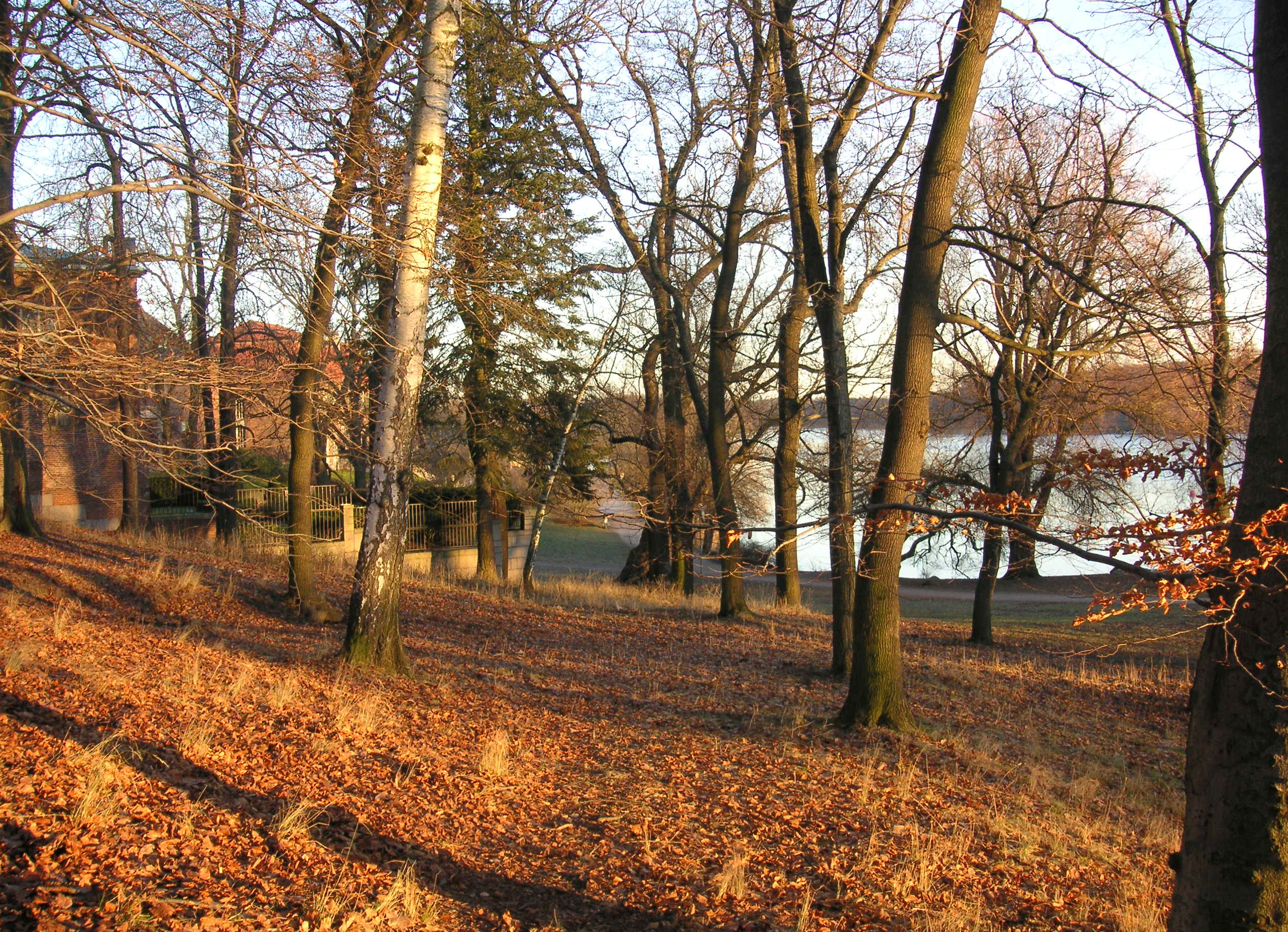
Le parc à l'est.
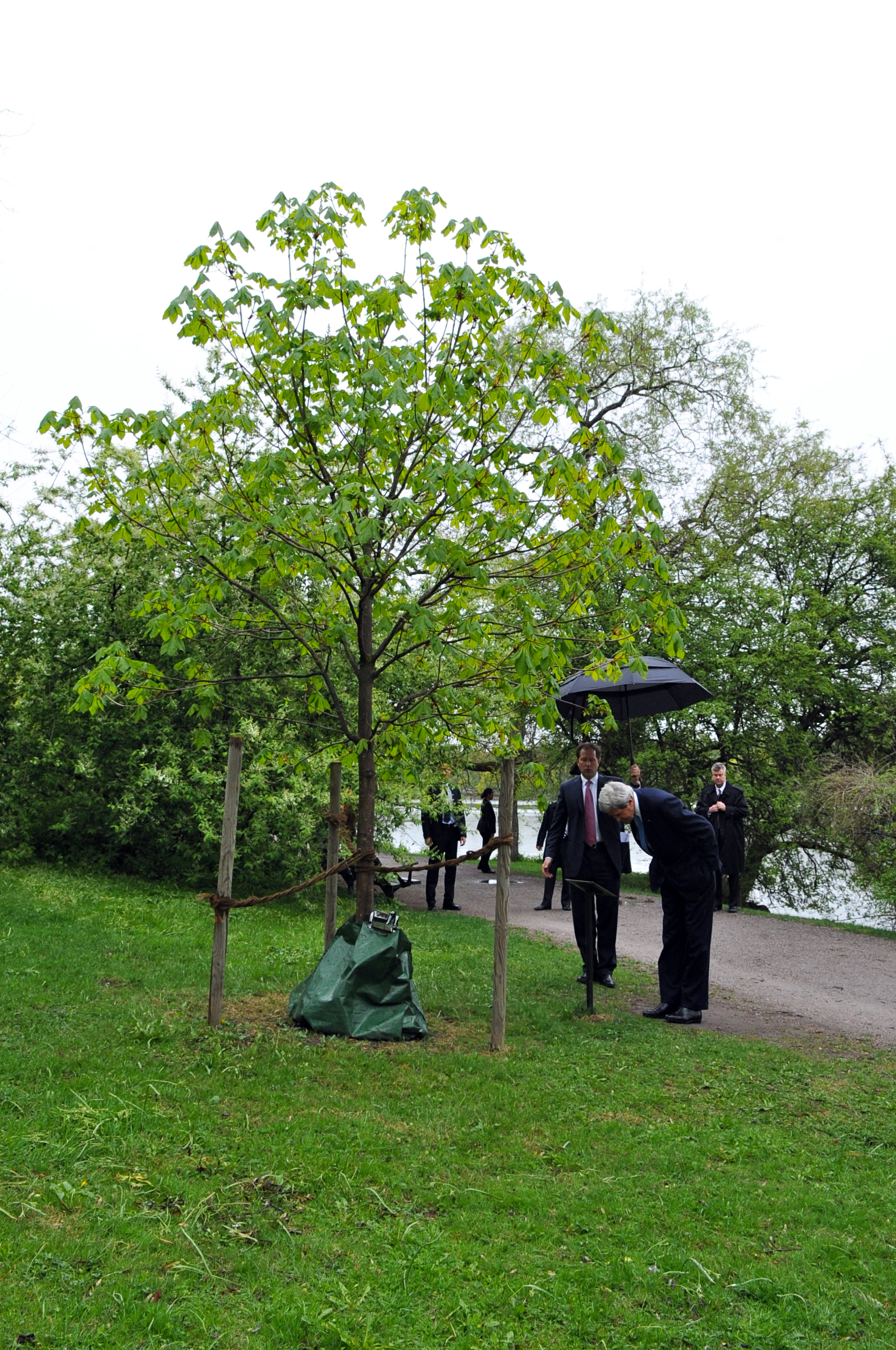
Mark Brzezinski et John Kerry dans le parc.

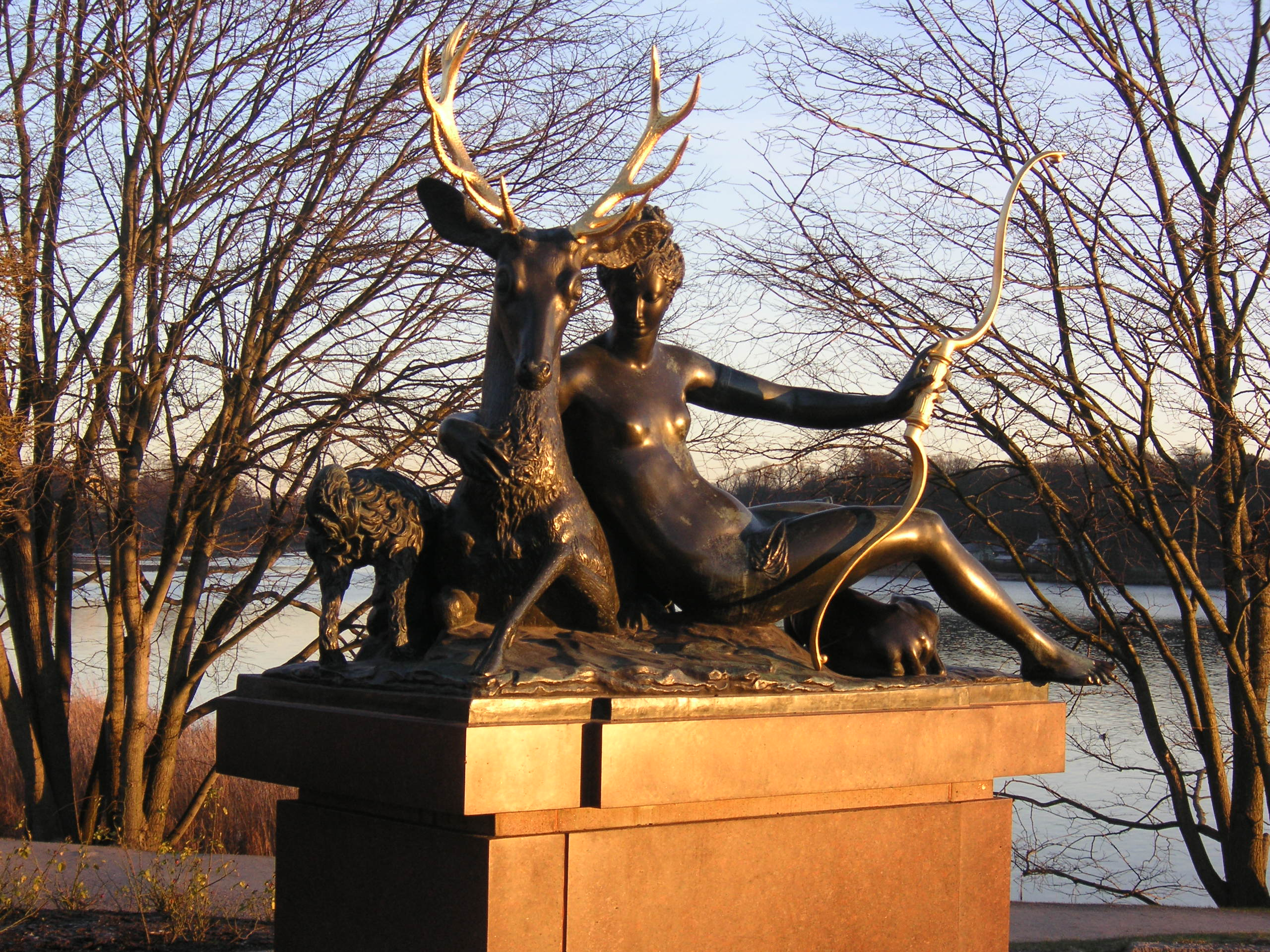
Diane d'Anet de Jean Goujon.
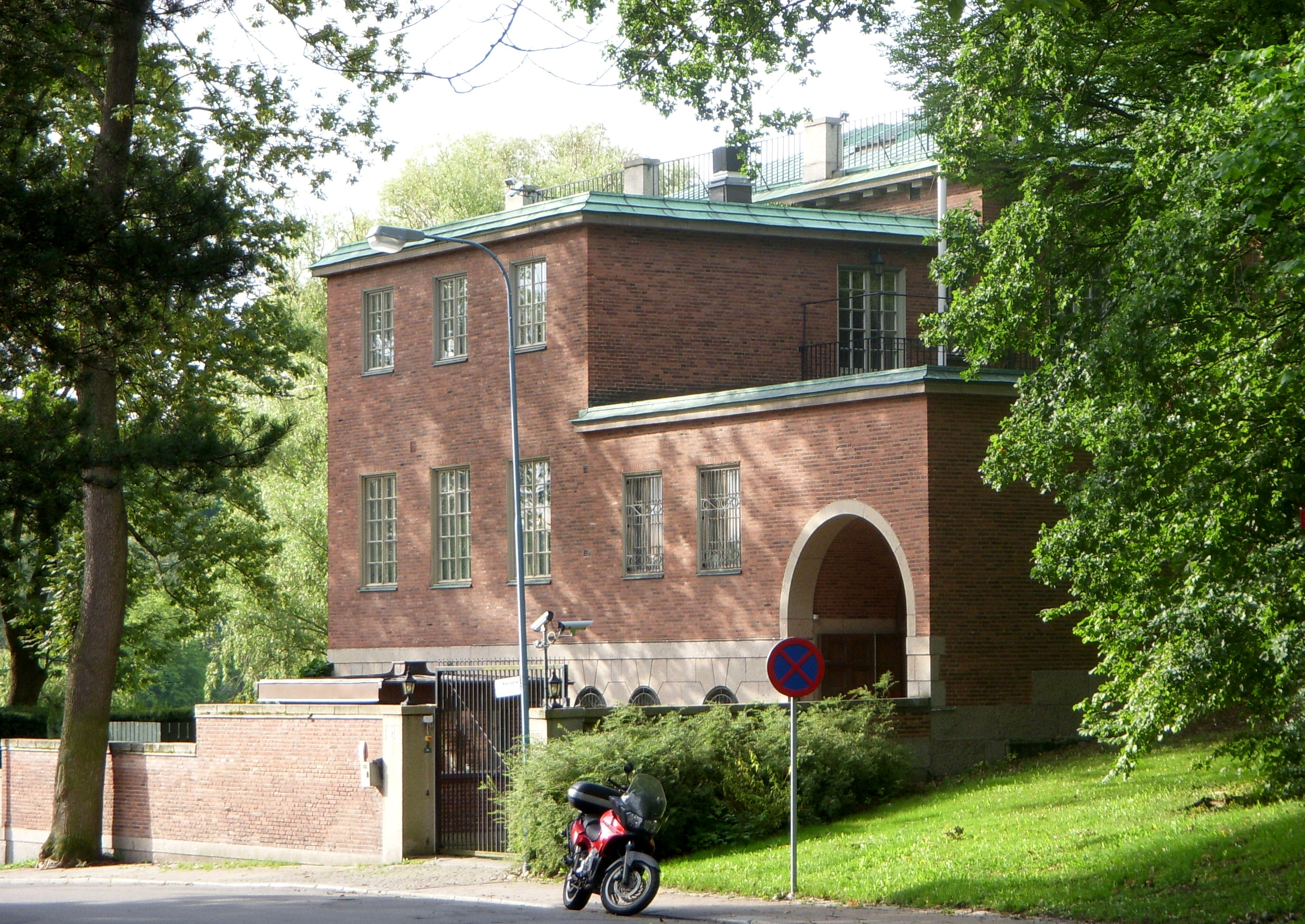
Villa Åkerlund.
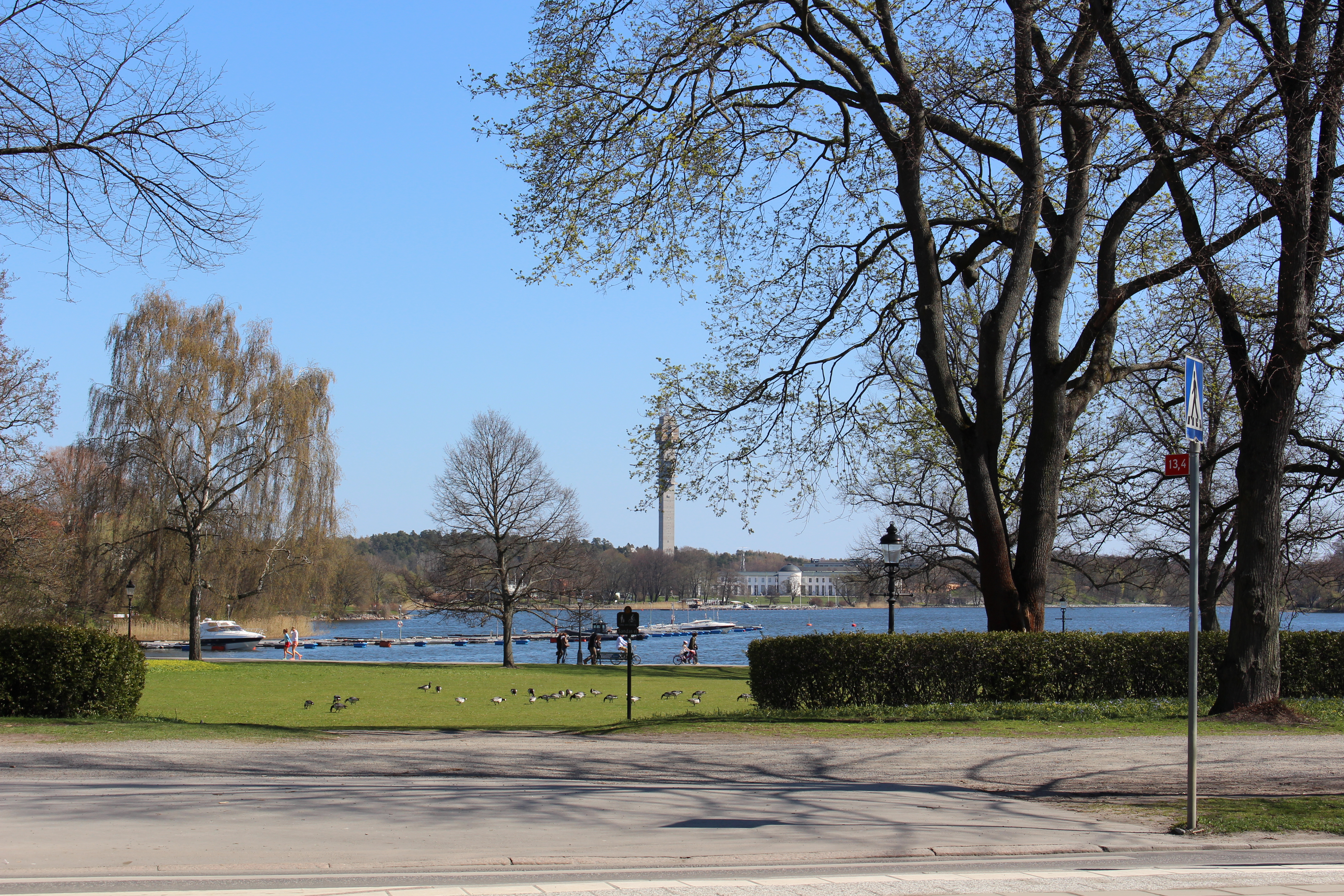
Baie de Djurgårdsbrunnsviken, au fond se trouve le parc Nobel.